# Бердюгіно (Ялуторовський район)
Бердю́гіно (рос. Бердюгино) — село у складі Ялуторовського району Тюменської області, Росія.
Населення — 689 осіб (2010, 681 у 2002).
Національний склад станом на 2002 рік:
- росіяни — 82 %